# Römerlager Oberaden

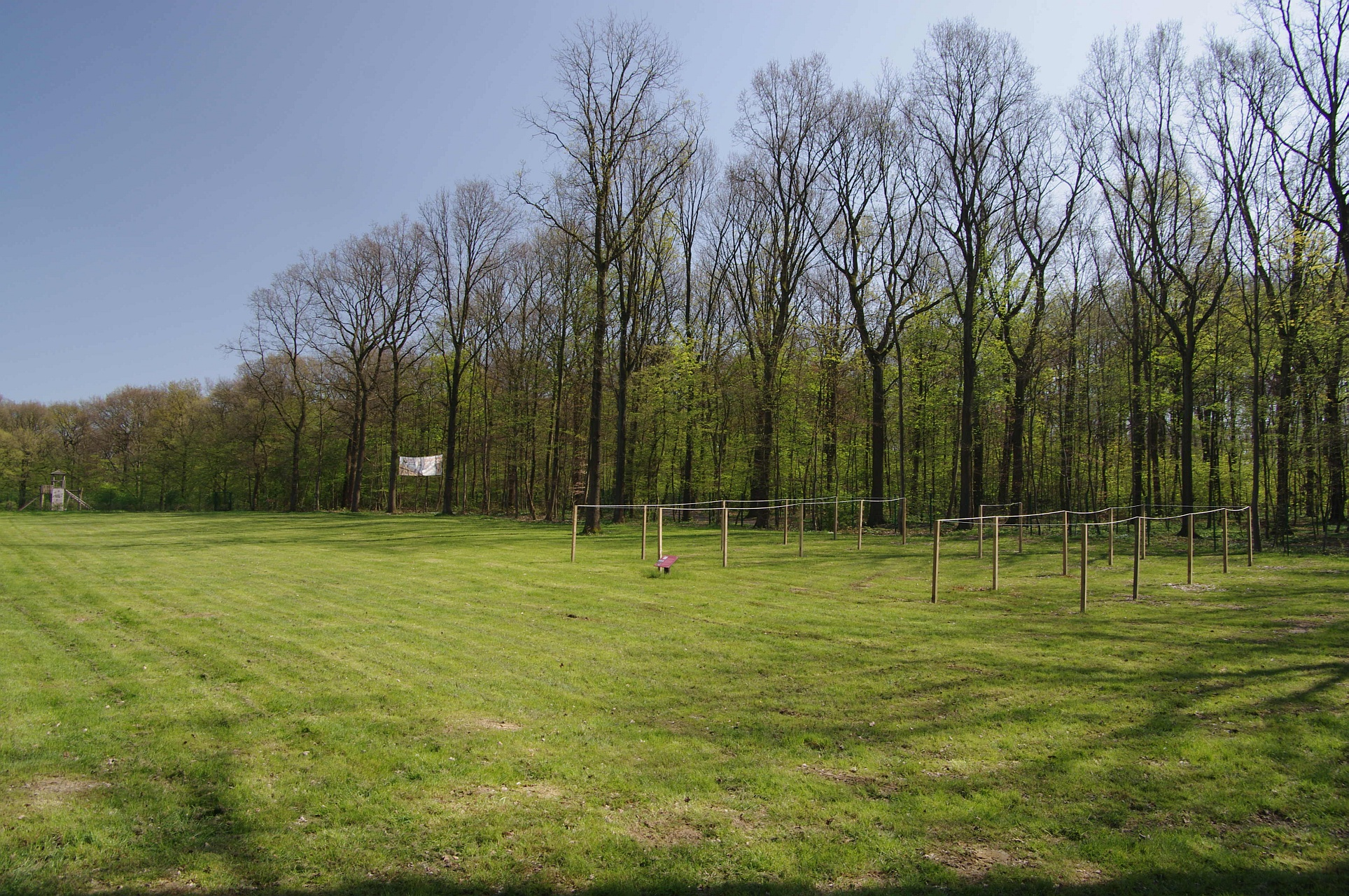
Markierungen an der Ausgrabungsstätte

Das Römerlager Oberaden ist ein ca. 56 Hektar großes römisches Militärlager bei Oberaden, einem Ortsteil von Bergkamen im Kreis Unna in Nordrhein-Westfalen (Deutschland). Das Lager aus der Zeit um 11 v. Chr. gehört in den Kontext der Drusus-Feldzüge (12 bis 8 v. Chr.) in der Germania magna.

## Entdeckung
Entdeckt wurde dieses Mehrlegionenlager im Jahr 1905 von Pfarrer Otto Prein, der die Archäologen schon auf die Spur des nur 2,5 km westlich gelegenen, wesentlich kleineren Römerlagers in Lünen-Beckinghausen geführt hatte. Das Museum für Kunst und Kulturgeschichte Dortmund führte von 1906 bis 1914 unter seinem Gründer, dem Zeichenlehrer Albert Baum, und dem Archäologen Gerhard Kropatscheck von der Römisch-Germanischen Kommission die ersten Grabungen durch. Zu weiteren Grabungen des Dortmunder Museums kam es 1937 und 1938 unter Leitung von Christoph Albrecht. Nach dem Zweiten Weltkrieg übernahm das Westfälische Landesmuseum für Vor- und Frühgeschichte in Münster, als Vorgänger der heutigen LWL-Archäologie für Westfalen, die Verantwortung für die Bodendenkmalpflege in Westfalen. Anlässlich eines Schulbaus führte Hans Aschemeyer 1962/1963 die ersten Nachkriegsgrabungen durch. Alle folgenden Grabungen von Siegmar von Schnurbein 1976–1977, Johann-Sebastian Kühlborn 1978–2008 und seit 2009 von Bettina Tremmel waren ebenfalls durch die Bauplanungen der Stadt Bergkamen ausgelöst worden.

## Die Befunde

### Lage, Größe, Befestigung
Das Lager liegt auf einer Anhöhe südlich der Lippe (Lupia). Es ist von siebeneckiger Gestalt und weist mit seinen Seitenlängen von rund 840 × 680 Metern eine Fläche von etwa 56 Hektar auf. Das Lager umgab eine 2,7 Kilometer lange Umwehrung, bestehend aus einem vier bis fünf Meter breiten Spitzgraben, der zwei bis drei Meter tief war. Zum Lagerinneren hin folgte eine drei Meter breite Holz-Erde-Mauer, die in Abständen von 25 Metern mit Türmen befestigt war. Toranlagen fanden sich im Norden, Osten, Süden und Westen der Umwehrung.

### Innenbebauung
Die Innenfläche des Lagers wurde nach rechtwinkligem Schema bebaut. Die Gebäude bestanden aus einer Fachwerkkonstruktion mit Lehmbewurf. Nahe der Holz-Erde-Mauer befanden sich die Häuser der Centurionen und die Mannschaftskasernen. Eine komplexe Bebauungsstruktur wurde in dem Gebiet zwischen dem nördlich der Lagermitte gelegenen Praetorium (Kommandeurshaus) und dem Südtor aufgedeckt. Das Praetorium hatte eine Größe von etwa 41 × 59 Metern. Südlich folgte, getrennt durch die 42 Meter breite Via principalis (Hauptstraße des Lagers), das Stabsgebäude, die etwa 94 × 103 Meter großen Principia. Zwischen dem Stabsgebäude und dem Südtor standen fünf villenartige Häuser mit angegliederten Peristylhöfen. Das größte dieser Häuser überdeckte eine Fläche von 39 × 29 Metern und hatte zudem einen 36 × 17,5 Meter großen Peristylgarten. Diese Häuser waren der militärischen Führungsschicht (Militärtribunen, Legaten) vorbehalten.

### Fundstücke
Wegen der besonderen Bodenbeschaffenheit im Umfeld des Lagers (Lehm), konnten immer wieder auch hölzerne Gegenstände gefunden werden. So wurde das Regenwasser in den größeren Straßen des Lagers in mit Holz verschalten Kanälen aufgefangen und abgeleitet. Gefunden wurden auch über 40 Brunnen mit Holzverschalung. Bei letzterer waren – eine frühe Form des Wertstoff-Recyclings – Transportfässer aus Holz verbaut worden. Zu den hölzernen Fundstücken gehören auch mehrere Pila muralia, also Schanzpfähle, von denen einige mit Inschriften von Centurionen versehen sind. Die Ausgräber fanden zudem ein Übungsschwert aus Holz.
Zum, verglichen mit dem Römerlager Haltern, eher spärlichen Fundgut gehörten darüber hinaus Zeltheringe, Pila, Dolchklingen, Schleuderkugeln, Pfeilspitzen, mehrere Phalerae und Münzen.

## Schlussfolgerungen

### Truppenkontingent
Unklar ist die Größe des in Oberaden stationierten Truppenkontingents. Wegen der enormen Lagerfläche wird eine Belegung mit zwei bis drei Legionen nicht ausgeschlossen. Der Fund von Schleuderbleien deutet auf die Anwesenheit von Hilfstruppen, der Fund des Holzschwertes auf die Anwesenheit thrakischer und/oder kleinasiatischer Soldaten hin.

### Datierung
Wie dendrochronologische Untersuchungen der in der Holz-Erde-Mauer verbauten Eichenstämme ergaben, wurden diese „in saftfrischem Zustand“ (Johann-Sebastian Kühlborn, s. u.) gefällt, und zwar im Spätsommer des Jahres 11 v. Chr. Diese Datierung passt zu der Schilderung des römischen Historikers Cassius Dio. Jener berichtet, Drusus habe im Jahr 11 v. Chr. beim Rückmarsch ins Winterquartier zwei Lager errichten lassen, eines am Rhein und eines am „Zusammenfluss von Lippe und Elison“ (Elison = Seseke?).
Die Münzfunde und Hinweise in antiken Quellen (Einstellen der Feldzüge im rechtsrheinischen Gebiet) lassen vermuten, dass das Lager in Oberaden nicht über das Jahr 8 v. Chr. hinaus bestanden hat. Es wurde von den römischen Truppen selbst aufgegeben, worauf nicht nur die in Brand gesetzten Gebäude und die allgemeine Fundarmut (planmäßiges Räumen) hindeuten. Die Grabungen ergaben außerdem, dass etliche Lagerbrunnen mit Fäkalien, Tierkadavern und Abfällen vergiftet wurden, und zwar von den Römern selbst, wie die in den Fäkalien gefundenen mediterranen Pflanzenreste belegen.

## Verwendete Quellen
- Johann-Sebastian Kühlborn: Oberaden. In: Bendix Trier (Hrsg.): 2000 Jahre Römer in Westfalen. Ausstellungskatalog. Zabern, Mainz 1989, ISBN 3-8053-1100-1.